# Parcela Número Setenta y Cuatro
Parcela Número Setenta y Cuatro är en ort i Mexiko.   Den ligger i kommunen Ensenada och delstaten Baja California, i den nordvästra delen av landet, 2 200 km nordväst om huvudstaden Mexico City. Parcela Número Setenta y Cuatro ligger 13 meter över havet och antalet invånare är 241.
Terrängen runt Parcela Número Setenta y Cuatro är kuperad åt sydost, men åt nordväst är den platt. Runt Parcela Número Setenta y Cuatro är det glesbefolkat, med 8 invånare per kvadratkilometer. Närmaste större samhälle är Ensenada, 14,0 km norr om Parcela Número Setenta y Cuatro. Omgivningarna runt Parcela Número Setenta y Cuatro är i huvudsak ett öppet busklandskap.